# Almas Agradecidas
Almas agradecidas é um conto de Machado de Assis, publicado originalmente no Jornal das Famílias, em Março de 1871, e que não foi incluído em nenhuma de suas coletâneas de contos publicadas em vida.
É uma história de dois amigos que se conheceram no colégio. Certo dia encontram-se novamente, depois de adultos, no ginásio (uma espécie de teatro amador). Um denominado Oliveira e o outro Magalhães. Magalhães perde seu emprego e Oliveira insiste em ajudá-lo, coisa que Magalhães faz bem em aceitar, pois consegue um emprego melhor do que aquele que tinha antes.
A cada dia que passa, mais unidos ficam, se confidenciam... até que Oliveira lhe conta sobre sua paixão: Cecília, filha do comendador Vasconcelos, seu amigo; conta-lhe também da sua timidez, então Magalhães oferece sua ajuda. Não há um dia em que Magalhães não visite Cecília, esta a certa altura apaixona-se por Magalhães, que insistia em falar bem de Oliveira, mas não adiantava.
Oliveira vai ao encontro de Magalhães, pois ao ler o final da carta teve a leve impressão de que seu amigo iria suicidar-se. Quando encontra Magalhães, este diz-lhe que não contou toda a história: ele estava amando Cecília também, e por isso resolveu afastar-se dela.
Magalhães casa-se com Cecília e continua amigo de Oliveira; contudo, o último nunca foi à casa de seu amigo.